# Rick Roberson
Rick Roberson (Memphis, 7 luglio 1947 – Fullerton, 3 maggio 2020) è stato un cestista statunitense, professionista nella NBA.

## Carriera
Venne selezionato dai Los Angeles Lakers al primo giro del Draft NBA 1969 (15ª scelta assoluta).